# Agrothereutes pygmaeus
Agrothereutes pygmaeus är en stekelart som först beskrevs av Heinrich Habermehl 1919.
Agrothereutes pygmaeus ingår i släktet Agrothereutes och familjen brokparasitsteklar. Inga underarter finns listade i Catalogue of Life.